# Nikolaj Nikolaevič Murav'ëv-Amurskij
Nikolaj Nikolaevič Murav'ëv-Amurskij (in russo Никола́й Никола́евич Муравьёв-Аму́рский?; San Pietroburgo, 23 agosto 1809 – Parigi, 30 novembre 1881) è stato un militare e diplomatico russo, che giocò un ruolo di primo piano nell'espansione dell'Impero russo fino alle coste del Mar del Giappone.

## Biografia
Dopo aver terminato l'Accademia militare, combatte nella Guerra russo-turca del 1828-1829 e prende parte all'assedio di Varna. In seguito partecipa alla repressione della Rivolta di Novembre in Polonia del 1831.
Nel 1833 per motivi di salute è costretto tuttavia a lasciare la carriera militare per curarsi nella casa di famiglia. Tornerà nell'esercito solo nel 1838 come aiutante di campo del generale Evgenij Aleksandrovič Golovin, nel Caucaso.
Nel 1840 Murav'ëv viene assegnato al comando di una delle linee di difesa sul Mar Nero e parteciperà alla repressione delle rivolte degli Ubykh.

Promosso general-maggiore nel 1841 fu nuovamente (e definitivamente) costretto a lasciare la carriera militare a causa di ragioni di salute.

### In Siberia
Murav'ëv venne così trasferito al Ministero degli Interni e nominato governatore della provincia di Tula.
Nel settembre 1847, a soli 38 anni, venne nominato governatore generale di Irkutsk e Enisejsk, in Siberia orientale. Murav'ëv ricevette indicazioni dallo zar Nicola I di cercare di estendere l'influenza russa anche sui territori confinanti della Cina e di diffondere l'uso e l'insegnamento della lingua russa in quelle aree remote.
Murav'ëv iniziò dunque una politica di esplorazione e di colonizzazione dei territori a nord del fiume Amur (sul quale la Russia, a partire dal Trattato di Nerčinsk del 1689 aveva perso i diritti di navigazione) favorendo inoltre la cristianizzazione delle popolazioni locali con la costruzione di nuove chiese. Nonostante l'opinione contraria del ministro degli Esteri russo Karl Nesselrode, Murav'ëv favorì le spedizioni di Gennadij Nevel'skoj nell'estuario dell'Amur e nell'isola di Sachalin.
Nel gennaio 1854 lo zar lo autorizzò a iniziare dei negoziati con le autorità cinesi per stabilire un nuovo confine lungo l'estuario dell'Amur.

### Il trattato di Aigun

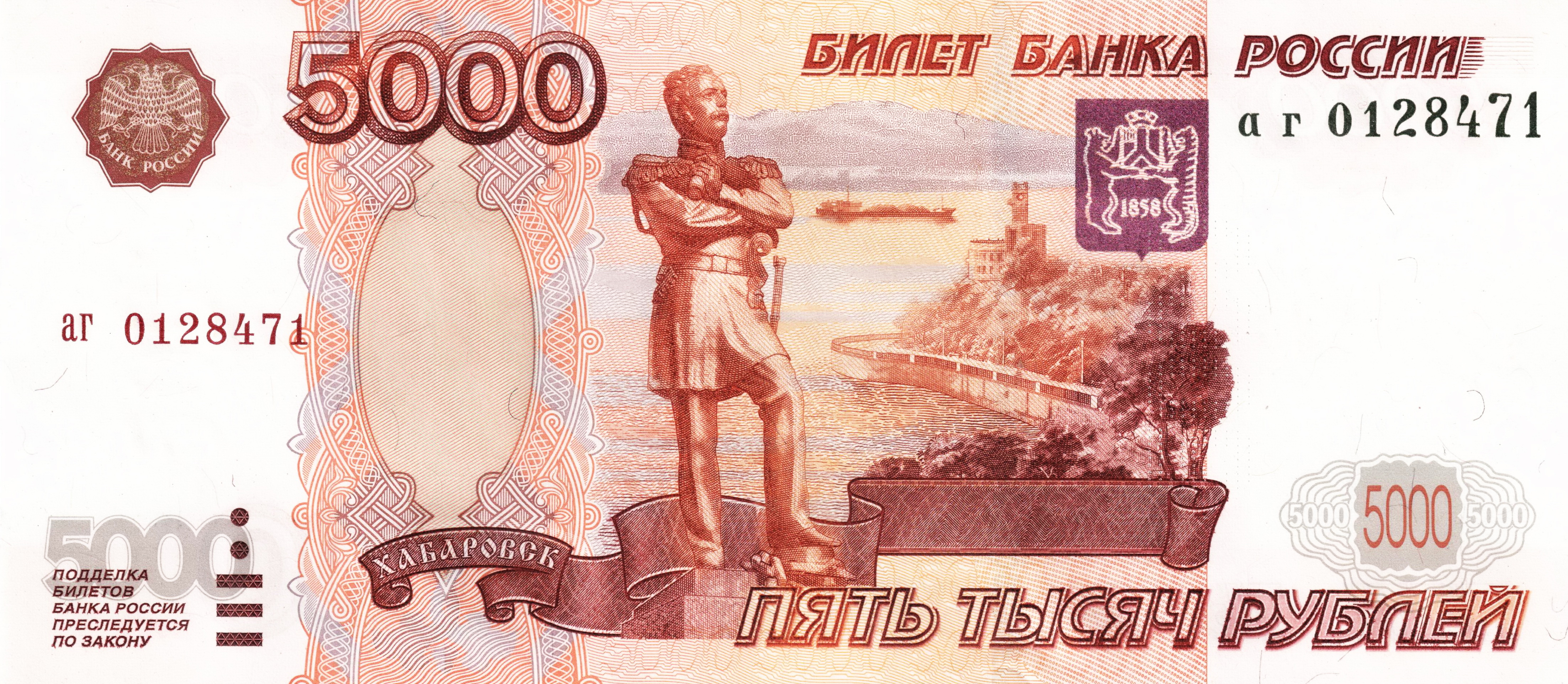
Una banconota da 5.000 rubli raffigurante il monumento a Murav'ëv-Amurskij a Chabarovsk.

Nel 1858 Murav’ëv concluse il trattato di Aigun con i rappresentanti della dinastia Qing. Il trattato garantiva alla Russia un accesso all'Oceano Pacifico e modificava a favore della Russia il confine con la Cina che ora correva lungo il fiume Amur. Murav'ëv venne ricompensato con il titolo di conte Amurskij (ovvero del fiume Amur). 
In seguito il trattato di Aigun verrà modificato con la Convenzione di Pechino del 1860 che estendeva i diritti della Russia al e alla parte meridionale del Territorio del Litorale e del Territorio dell'Ussuri.

Per cercare di popolare queste regioni Murav’ëv ottenne la liberazione dei contadini e dei minatori di Nerchinsk dal lavoro coatto. 
Nel 1861 Murav'ëv lasciò la carica di governatore generale e venne nominato nel Consiglio di Stato.